# Pseudobarobata
Pseudobarobata is een geslacht van vlinders van de familie tandvlinders (Notodontidae), uit de onderfamilie Notodontinae.

## Soorten
- P. angulata Gaede, 1928
- P. denticulata Kiriakoff, 1966
- P. integra Kiriakoff, 1966